# Глазов, Евгений Михайлович
Евге́ний Миха́йлович Глазов (22 ноября 1915 — 29 января 1974) — советский хозяйственный, государственный и политический деятель, Герой Социалистического Труда.

## Биография
Родился в 1915 году в деревне Бабаново.
С 1929 года — на хозяйственной, общественной и политической работе. В 1929—1974 гг. — коногон деревообрабатывающего комбината, грузчик в порту «Лесэкспорт», мастер завода в Андреаполе, десятник погрузочных работ завода «Серп и молот», участник Великой Отечественной войны, проходчик шахты № 1, бригадир проходчиков строительного управления № 2 треста «Нелидовшахтострой» Главцентрошахтостроя Министерства строительства предприятий угольной промышленности СССР.
Указом Президиума Верховного Совета СССР от 26 апреля 1957 года присвоено звание Героя Социалистического Труда с вручением ордена Ленина и золотой медали «Серп и Молот».
Избирался депутатом Верховного Совета РСФСР 4-го и 5-го созывов.
Умер в 1974 году в Нелидове.